# Fedor von Zobeltitz
Fedor Karl Maria Hermann August von Zobeltitz, född den 5 oktober 1857 på Spiegelberg, död den 10 januari 1934 i Berlin, var en tysk författare, bror till Hanns von Zobeltitz.
von Zobeltitz var några år officer, redigerade sedan facktidningar (bland annat "Zeitschrift für Bucherfreunde" 1897-1909) och ägnade sig åt författarskap. Han överträffade sin bror i naturlig fabuleringsgåva, men var uteslutande underhållningsförfattare (Märkischer Sand, 1884, Der Telamone, 1894, Der gemordete Wald, 1898, Der Herr Intendant, 1901, Der Gasthaus zur Ehe, 1907, Eva, wo bist du? 1908, Glückslasten (1909; "När lyckan tynger", 1913), Die herbe Gräfin (1911; "Hjärtesorg", 1913).